# Васил Иваноски
Васил Велянов Иваноски е български национален деец и революционер, активист на Вътрешната македоно-одринска революционна организация.

## Биография
Иваноски е роден в 1858 година в село Брусник, Битолско, Македония, тогава в Османската империя. Заедно с братята си Ангел Иваноски и Петър Иваноски оглавяват българската национална борба за българско училище и българска църква в селото. За това многократно са арестувани и бити от властите по гъркомански предателства. В 1898 година техните усилия водят до отварянето на първото българско училище в Брусник,  а българска църква е построена след Младотурската революция в 1908 година. И тримата братя се разоряват в националната борба.
Същевременно Васил Ивановски е деец на ВМОРО и участва в революционния комитет в селото. Синът му Никола Иванов (1880 - 1906) загива като боец на организацията.
Умира през юни 1911 година.